# الدب الأبيض (المرآة السوداء)
الدب الأبيض (بالإنجليزية: White Bear)‏ هي الحلقة الثانية من الموسم الثاني من مسلسل الأنثولوجيا والخيال العلمي البريطاني المرآة السوداء. كتبها مؤلف المسلسل ومقدم العرض تشارلي بروكر وأخرجها كارل تيبتس. تتبع الحلقة فيكتوريا (لينورا كريشلو)، وهي امرأة لا تتذكر من هي، وتستيقظ في مكان حيث يتم التحكم في الجميع تقريبًا بواسطة إشارة تلفزيونية. جنبا إلى جنب مع بعض من عدد قليل من الناس الآخرين الذين لم يتاثروا (مايكل سمايلي وتوبنس ميدلتون)، عليها ان توقف إرسال «الدب الأبيض» بينما يطاردها الباقون على قيد الحياة عديمي الرحمة.
كتب بروكر في الأصل الحلقة كمشهد نهاية العالم، ولكن عندما كان السيناريو على وشك تصويره في قاعدة سابقة لسلاح الجو الملكي، قام بتغييره بسبب السياج الذي رآه هناك. أعاد كتابة القصة في يومين، وأزال بعض التفاصيل التي اعتبرها مفيدة لقصة تكميلية. كان التغيير الرئيسي هو إضافة الحبكة الملتوية في نهاية النص، والذي لاحظه العديد من المراجعين باعتباره الجانب الأكثر إثارة للإعجاب في الحلقة.
تم بث الحلقة لأول مرة على القناة الرابعة البريطانية في 18 فبراير 2013، وشاهدها 1.2 مليون مشاهد وحظيت بترحيب كبير من قبل النقاد، خاصة بسبب كتابتها وأداء ميدلتون. تتشابه القصة مع قضايا القتل الحقيقية، ولا سيما جرائم قتلة مورس في ستينيات القرن العشرين، والتي قُتل فيها خمسة أطفال. قيل إن جوانب الرعب فيها تذكرنا بفيلم السبعينيات «الرجل الغصن» ولعبة الفيديو مان هانت (لعبة فيديو)، بينما لوحظ أيضًا بعض أوجه التشابه مع مسلسل توايلايت زون. تعكس هذه الحلقة من أدب المدينة الفاسدة العديد من جوانب المجتمع المعاصر، مثل التغطية الإعلامية لجرائم القتل، وتأثير التكنولوجيا على تعاطف الناس، وإزالة الحساسية. العنف كترفيه، اليقظة، مفهوم العدالة والعقاب، وطبيعة الواقع.

## القصة
تستيقظ امرأة (لينورا كريشلاو) مصابة بفقدان الذاكرة، في منزل تعرض فيه شاشات التلفزيون رمزًا غير معروف. عندما أطفأت الشاشا، وجدت صورًا لها ولرجل (نيك أوفيلد)، إلى جانب واحدة لفتاة صغيرة (إيماني جاكمان) والتي قامت بأخذها. تغادر المنزل وتطلب المساعدة، لكن الناس يتجاهلونها أثناء تسجيلها على هواتفهم. عندما يفتح رجل ملثم النار عليها ببندقية، تهرب وتلتقي بجيم (توبنس ميدلتون). يوضح جيم أن الرمز بدأ في الظهور على شاشات التلفزيون والهواتف المحمولة، مما حوّل معظم الناس إلى متلصصين سلبيين. لا تتأثر المرأة وجيم، لكنهما أيضًا هدف ل«الصيادين»، البشر غير المتأثرين الذين يتصرفون بسادية. يخطط جيم للوصول إلى جهاز إرسال في «الدب الأبيض» لتدميره.
أثناء سفرهم، يلتقطهم باكستر (مايكل سمايلي)، وهو رجل لم يتأثر هو الآخر. يحملهم تحت تهديد السلاح في الغابة، حيث يحاول تعذيب المرأة، لكن جيم قتل باكستر أولاً. يواصلون السفر إلى جهاز الإرسال؛ عندما وصلوا إليها، هاجمهم اثنان من الصيادين. تصارع المرأة بندقيًا بعيدًا عن صياد وتطلق النار على مهاجمها، لكن البندقية ترش فقط نثار. تفتح الجدران لتكشف أن كل شيء كان مدبرا.
كانت المرأة مربوطة على كرسي وأبلغت أن اسمها فيكتوريا سكيلان، وأن الفتاة التي تظهر في الصورة هي جميما سايكس، التي اختطفتها فيكتوريا وخطيبها إيان رانوش وقتلاها. بعد إلقاء القبض على الزوجين، انتحر إيان في زنزانته، بينما حُكم على فيكتوريا بالخضوع لعقوبة نفسية يومية في المنشأة الحالية، والتي تسمى «وايت بار جاستس بارك» بعد دمية دب بيضاء كانت تملكها جميما.
تم إرجاع فيكتوريا إلى المجمع مع حشد غاضب وعادت إلى حيث استيقظت. أثناء مشاهدتها لقطات من جميما، يضع باكستر أقطابًا كهربائية على رأسها، ويعذبها في نفس الوقت ويمسح ذكرياتها عن أحداث اليوم حتى تعيش في نفس اليوم بشكل متكرر كجزء من عقابها. خلال الاعتمادات النهائية، تُرى أحداث اليوم التالي من وجهة نظر موظفي الحديقة وزوارها الذين يلعبون دور المتلصصين.

## الإنتاج
ابتكر صانع السلسلة تشارلي بروكر الفكرة أثناء عمله في مسلسل الرعب الزومبي 2008 «ديد سات». أثناء التصوير، كانت شخصية ريز أحمد مطاردة من قبل الزومبي. لاحظ بعض أطفال المدارس الإنتاج وبدأوا في المشاهدة والتقاط الصور على هواتفهم. اعتبر بروكر أنها «صورة مثيرة للاهتمام ومخيفة، لأنهم يقفون هناك ولا يتدخلون». حولها بروكر إلى سيناريو ديد سات، حيث أن صورة انتسرت بسرعة على وسائل الاعلام الاجتماعية و«فتح... هذه الرغبة البدائية للناس أن رخصة لاختلاس النظر من العذاب». على الرغم من أن الفكرة أعطيت الضوء الأخضر، إلا أنهم لم يكن لديهم الميزانية للقيام بذلك.
كان المفهوم الأول للحلقة هو «قصة نهاية العالم مباشرة»، حيث ظهرت صحفية واستلهمت الإلهام من فيلم الرعب للخيال العلمي عام 1967 «غواتيرماس آند ذي بيت» كانت الإشارة ستؤثر على الناس في جميع أنحاء العالم، وتحول 90% منهم إلى متلصصين والبقية إلى أناس مجانين يهاجمون بعضهم البعض. لم يتم شرح مصدره. كان من المقرر أن ينتهي بصلب عام.

الصورة الرمزية التي تظهر على أقنعة باكستر، وفي أي مكان آخر من الحلقة، من صنع بروكر.

افتتحت النسخة الثانية بمريض يتحدث إلى طبيبه النفسي عن كوابيسه وعن رغبته الأخيرة في ارتكاب أعمال عنف. ترسم المريضة صورة رمزية من أحلامها، ويقوم الطبيب النفسي بحفظها مع الرموز المتطابقة التي رسمها المرضى الآخرون. يشبه هذا الحرف الرسومي حرف "Y" مقلوبًا وقد تم إنشاؤه بواسطة بروكر بعد الكثير من التجارب؛ والذي تم استخدامه في الحلقة الأخيرة. كان لهذه المسودة شخصية باكستر فيها وشبهت فيلم الرعب عام 1973 «الرجل الغصن». لاحظت المنتجة التنفيذية أنابيل جونز أن الموضوع قد تحول أكثر نحو التلصص. عند هذه النقطة، شارك المخرج كارل تيبتس في المشروع.
بعد العمل على الحلقتين الأخريين «سأعود بعد قليل» و «لحظة والدو»، والذي كان الأخير في مرحلة الإنتاج، لم يتبق سوى القليل من ميزانية «الدب الأبيض». اقتصر التصوير على قاعدة عسكرية في سلاح الجو الملكي داوس هيل في جنوب شرق إنجلترا، والتي كانت سابقًا قاعدة للقوات الجوية الأمريكية. احتوت القاعدة على عقار سكني مهجور ومباني يمكن إعادة توظيفها لتبدو مثل المتاجر والمرائب. كانت القاعدة محاطة بأسلاك الدجاج واعتبر بروكر أن السور يمكن أن يكون هناك لأن أحداث الحلقة لم تكن حقيقية. اعتقد بروكر أن الجمهور سيشاهد بعض الناس يتعرضون للتعذيب من أجل الترفيه، تم تقديم مزاعم عن اعتداء جنسي - أو ميرا هيندلي - قاتل متسلسل ارتكب جريمة قتل مورس مع صديقها إيان برادي.
ثم أعاد بروكر كتابة السيناريو في يومين «في حلم حمى». وأشار إلى أنه لم يغير نصًا بشكل كبير في وقت متأخر جدًا من عملية الإنتاج، وأن هذا هو أول تطور رئيسي في حلقة من حلقات مسلسل المرآة السوداء. فكر بروكر في جعل فيكتوريا بريئة، لكنه استقر على جعلها مذنبة دون علم. كانت لينورا كريشلو قد تم اختيارها بالفعل باسم فيكتوريا قبل إعادة الكتابة.
قبل هذا التطور، ظهرت الحلقة من منظور فيكتوريا. وفقًا لتيبيت، تم استخدام الكاميرات المحمولة لجعل الحلقة «شديدة للغاية وشخصية» ولجعل المُشاهد يتعرف على فيكتوريا. على النقيض من ذلك، في النهاية، فإن تصوير مشاهد الاعتمادات «ثابت» ليشبه منظور المراقب. تمت موازنة مشاهد الفلاش باك لتجنب الإفصاح عن الكثير من المعلومات قبل الحبكة الملتوية. تم اختصار المشهد الذي تم فيه قيادة فيكتوريا عبر الحشد في التعديل النهائي وتمت إضافة العديد من أعضاء الحشد رقميًا. كانت لدى بروكر فكرة أثناء تحرير عرض فيكتوريا في اليوم التالي في الحديقة خلال الاعتمادات. الحلقة مدتها 42 دقيقة، وهي أقصر قليلاً من مستوى الحلقات في القناة الرابعة البريطانية البالغ مدتها 45-48 دقيقة لحلقة مدتها ساعة.
تم تأليف المقطع الصوتي للحلقة بواسطة جون أوبستاد. كانت الموسيقى في الغالب موسيقى إلكترونية في الغالب. لإعطاء طابع مختلف إلى الموسيقى لعبت كما يعيش فيكتوريا لها اليوم التالي في متنزه وأضاف أوبستاد العناصر الصوتية، ولكن الشعور بأن هذا لا يتناسب مع الكون كان يستخدم طريقة عزف الكمان الموسيقى التشيلو ومضافين «عنكبوتي» خطوط اهن.
كان لدى بروكر أفكار أخرى تمت إزالتها من النص الأصلي لأنها ستكون معقدة. قال إنه يمكنه استخدام هذه الأفكار في قصة تكميلية من شأنها أن تتضمن الشخصية الرئيسية في العثور على الرسائل التي تركتها لنفسها في الأيام السابقة لأن عملية محو عقلها تبدأ في عدم العمل. ومع ذلك، نظرًا لأن موقع الحلقة لم يعد موجودًا، فقد شعر أنه سيكون من العملي إنشاء رواية مصورة بدلاً من إعادة إنشاء السيناريو.

## التأثيرات الثقافية
حدد العديد من المراجعين إشارة إلى جريمة قتل مورس التي ارتكبها إيان برادي وميرا هيندلي، وهما زوجان بريطانيان قتلا أطفالًا في الستينيات. شدد ديفيد سيمز من موقع إيه. في. كلوب على أوجه التشابه بين تسجيل فيكتوريا، وحقيقة أن هيندلي سجلت تعذيب أحد ضحاياهم.
تم إبراز تأثير أعمال الرعب من قبل النقاد وبروكر نفسه. وجدت لامبي جوانب من مشهد الغابة تذكرنا بأفلام الاستغلال في سبعينيات القرن العشرين. شعر أيضًا أن هناك العديد من أوجه التشابه المرئية والموضوعية مع "الرجل الغصن" وقائمة القتل. أكدت مورغان جيفري من مجلة ديجيتال سباي أن الحلقة تذكر بأفللم الزومبي وأفلام التقطيع "وحتى لديه تلك زعزعة "ويكر مان" يشعر مع مفهومها من"المجتمع الذي يخطئ". علق بروكر أنه في الواقع "رعب من نمط رجل الغصن"، وعلق تيبتس أن الفيلم كان "محكًا كبيرًا" بالنسبة له. لأن لديهم مفاهيم مماثلة، ذكرت أفلام بعد 28 يوما ومجزرة منشار تكساس أيضا من قبل المراجعين كتأثيرات المحتملة. ذكر بول بريان ماكوي من موقع "كوميمكس بوليتن" أنه "يذكر أي عدد من الأعمال الدرامية في نهاية العالم من الزومبي، بما في ذلك ديد سات في بروكر في بعض الأحيان" و"فيلم الإشارة". بينما قال بروكر إن تصميم الصيادين مستوحى من لعبة فيديو الرعب مان هانت (لعبة فيديو)، شعر ماكوي أن افتتاحها يتبع لعبة أخرى ريزدنت إيفل.
لقد تم اعتبار توايلايت زون بمثابة تأثير من قبل بعض المراجعين. وعلق جيفري أن مسلسل المرآة السوداء«جذور» في المسلسل الأمريكي «لم تكن أبدا أكثر وضوحا»، في حين أكد سيمز «الدب الأبيض» هو «أكثر حلقة تشبهها»، وقال جيمس هيبيرد من إنترتينمنت ويكلي أنه يمكن أن يكون حلقة من تلك السلسلة.
قدمت ليندسي ويبر من موقع "فيلتشر" "دليل ما بعد المشاهدة" للمرآة السوداء، حيث قامت بتضمين حلقة " من تويلايت زون "5 أشخاص يبحثون عن الخروج" "كمكافأة مشاهدة" إلى حلقة "الدب الأبيض".

## المواضيع
على الرغم من أوجه التشابه مع قضايا القتل الحقيقي، أشار ديفيد سيمز إلى أن التركيز ليس قضية واحدة، مجادلاً أنه عندما تحدث «جريمة مقيتة»، يخلق الناس «طوطمًا من الكراهية والشر» من الشخصيات المتورطة في الجريمة. وقال إن بروكر يفحص ما يسميه الاتجاه «الهيجان الإعلامي المتهور». اعتبر لامبي، وكذلك أوبري بيج من موقع «كوليدير»، أنه كان موجهًا بشكل أساسي نحو تغطية الصحف الشعبية للقضايا الجنائية التي تحولها إلى «مطاردة ساحرات». أكد سايمون كوكس من «سكرين آناركي» أنه قصة تمثيلية للإنترنت، ولكنه أيضًا مناقشة حول كيفية معالجة المجتمع للمعلومات ومعالجة القصص الإخبارية المروعة. كتبت روكسان سانكتو من مجلة بيست أنها تهدف إلى ميل وسائل الإعلام إلى «تحويل القصص الإخبارية المروعة إلى مشاهد وطنية، مما يثير غضب الناس لدرجة الذعر الجماعي والعنف في هذه العملية». صرح ألفريد جوينر من إنترناشيونال بيزنس تايمز أن «الحجة هي أنه في وسائل الإعلام يجب تشويه صورة المجرمين سيئي السمعة لإرضاء شهية الجمهور النهمة لرؤية 'تحقيق' العدالة».
حدد جون أوبراين من مجلة "مترو" وجيمس بونيوزيك من صحيفة نيويورك تايمز "العداوة" كمفهوم مركزي في القصة. في كتابته لمجلة "إسكواير"، علق كوري أتاد أنه يتعلق ب"شهية المجتمع للعقاب"، بينما اعتبر سام باركر من هافينغتون بوست وأندرو ليبتاك من ذا فيرج أنه يمثل "خيال مجتمع قاسي لـ"العدالة الحقيقية " و "العدالة المنحرفة" على التوالي. وبشكل أكثر تحديدًا، فإنه يتعامل مع العقوبة عن بُعد التي تتم عن طريق إخفاء الهوية على الإنترنت، وفقًا لبعض موظفي وصفحة "ذي راب". بينما ذكر سيمز أن هناك أوجه تشابه بين معاناة فيكتوريا والجريمة التي ارتكبتها، اعتبرت جوينر هذه المتوازيات مركزية في نقد الحلقة. عندما تم الكشف عن جريمتها، كتبت جوينر، "أصبح بناء مركز الدب الأبيض واضحًا الآن، كتجربة 'كارما' واقعية لعامة الناس الذين يرغبون في رؤية انتقام كتابي".
كتب مارك موناهان من صحيفة ديلي تلغراف أن الحلقة «سخرت، قبل كل شيء، من تعطشنا النهم، المتلصص، في العصور الوسطى الجديدة للألم المفترض في 'الحياة الواقعية' والإذلال الذي أعيد تجميعه كترفيه». ذكر جيفري أنه يصور كيف يحول المجتمع الرعب إلى ترفيه، وخلص باركر إلى أن «حقيقة أن فيكتوريا كانت قاتلة تسمح لهم بقبول معاناتها، لكن الهواتف المحمولة هي التي تسمح لهم بالاستمتاع بها - بعد كل شيء، إنها مجرد شخصية على شاشاتهم».

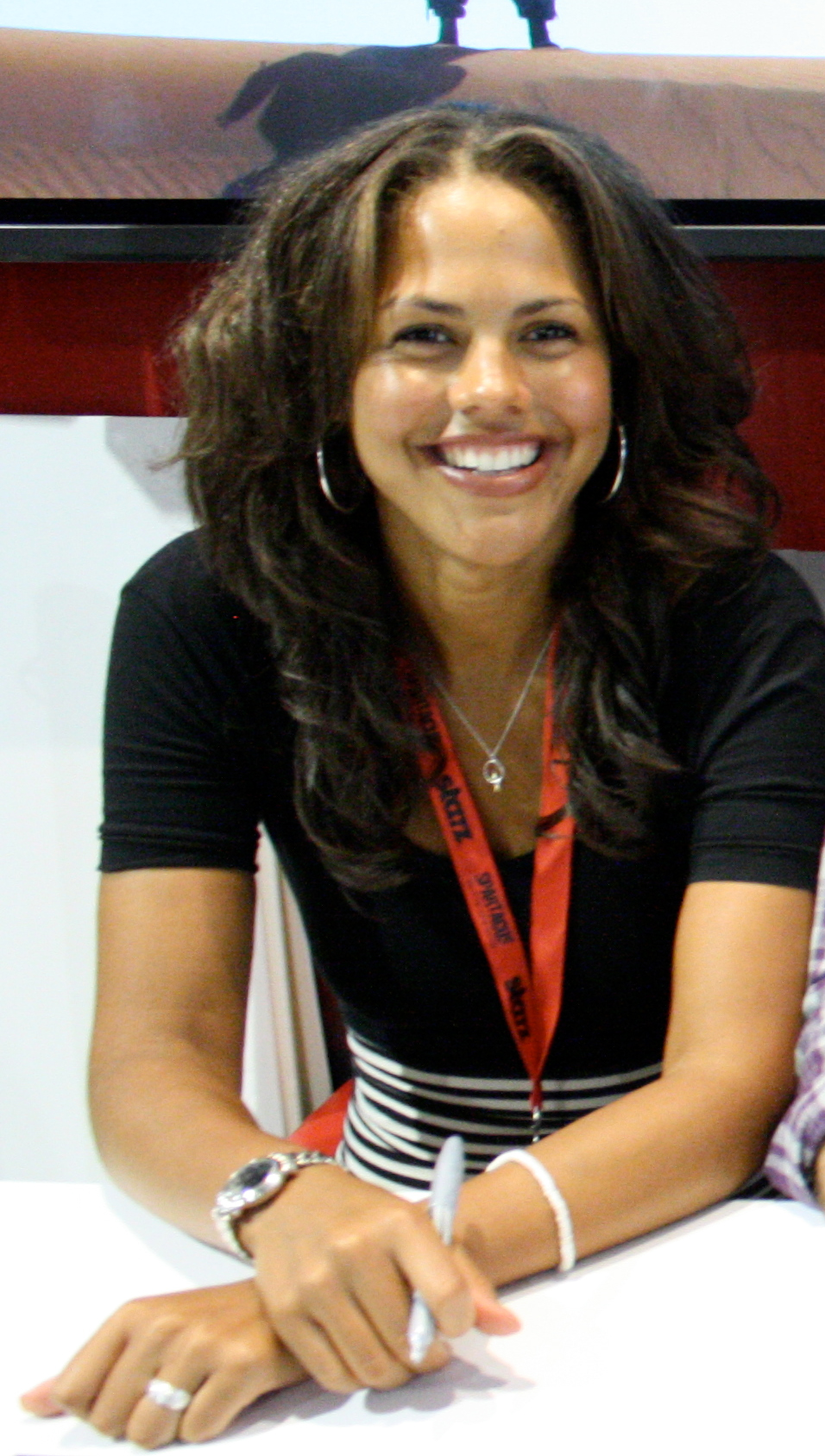
اعتبر النقاد المعاناة المتكررة لشخصية كريشلو أداة مؤامرة لإثارة التعاطف

قال ليبتاك إنه يصور الناس على أنهم ضحايا للتكنولوجيا، بينما علق جوينر على أنه يشير إلى أن «الطريقة التي نتغذى بها بالملعقة لتيار مستمر تقريبًا من المعلومات من خلال التكنولوجيا قد حولتنا إلى مستهلكين سلبيين». يعتقد جوينر أن بروكر يورط المشاهد بمشهد ائتمانات القصة، مشيرًا إلى «نحن الذين نملك الهواتف الذكية، ونستوعب بشكل سلبي انتهاكات حقوق الإنسان واللياقة، ومع ذلك نستمتع بالصورة من سلامة الشاشة» أكد جيفري وباركر أنه يحتوي على فكرة أن الناس يفضلون توثيق الحياة بدلاً من عيشها، كما يتضح من «الأشخاص الذين يرون العنف يندلع ... ويقررون تصويره بدلاً من التدخل». قالت لي الكسندر من موقع «بوينغ بوينغ» إن الحلقة تعكس كيفية الوصول إلى العنف بسهولة على الإنترنت وتثير انتباه الناس بسرعة. وأشارت، «يمكنك مشاهدة الحلقة كنقد لجميع أنواع المواضيع: عقلية الغوغاء، تلفزيون الواقع، وحتى المعاملة المعقدة للمرأة في نظام العدالة ... مع ذلك، في المقام الأول، هذه الحلقة هي نقد عميق لدينا، غالبًا ما يتم إزالة الحساسية الجماعية غير المفحوصة، أو على الأقل نذير مخيف من قدرتها على النمو. تهدف إلى التساؤل: إلى أي مدى يمكنك الوقوف ومشاهدة الرعب قبل أن تكون متواطئًا، ويعاقب عليك؟»
علق بروكر أنه بعد مشاهدة الحلقة، يشعر المشاهد «بالتعاطف مع [فيكتوريا] ولكنه يشعر بالصدمة أيضًا لما [هي] فعلته». ورأى تيبيتس أن الحلقة تدور حول «عدم تعذيب الناس» وأن ذنب فيكتوريا لا علاقة له بما إذا كان ينبغي للمرء أن يستمتع بتعذيبها. قالت سيمز إن معاناة فيكتوريا جعلت المشاهد يتعاطف معها، لكنه أشار إلى أنه من الصعب فعل ذلك لأنها ارتكبت جريمة لا تُغتفر، على الرغم من أن حالتها العقلية ليست واضحة تمامًا بسبب حقيقة «أنه تم محو عقلها مرات كثيرة لدرجة أن الجريمة بالكاد ذكرى». صرح لامبي أنه تم القيام به لاستكشاف «كيف ينهار التعاطف البشري عندما يتم تحويل الأفراد إلى صورة على الشاشة»، وخلص إلى أنه «سواء كان موجهًا إلى الأبرياء أو المذنبين، فإن القسوة لا تزال قاسية». وأكد آتاد أنه يقود المشاهدين في النهاية إلى الاختيار بين «ما يسمى بالعدالة والقيمة التنافسية للتعاطف». في كتابته لسابوتاج تايمز، خلص غاريث ديميلو إلى أنه يترك المشاهد يتأمل: «إذا لم يتذكر شخص ما جرائمه، فهل يمكن أن يعاقب بشكل فعال؟ هل تجعلنا الإرادة المجتمعية لإراقة دماء من أجل الانتقام خطرين مثل المجرمين الذين نسعى إلى تأديبهم؟؟» وجد ريتشارد إدواردز من موقع غيمز رادار+ أن بروكر كان قادرًا على تقديم «فكرة معقدة أخلاقيًا» دون اتخاذ أي جانب في المناقشة. شعرت سانكتو أن الحلقة «تتلاعب بمشاعر المشاهد ... مما يجعل الأمر أكثر صعوبة لإيجاد موقف أخلاقي من قصتها في النهاية».
فسرت جونز أن فيكتوريا «تشعر بالندم بشكل لا يصدق» بمجرد أن تعرف من هي، قائلة إن معرفة فيكتوريا بما فعلته بالفتاة «من الواضح أنه يدمرها». في المقابل، يعتقد بروكر أن فيكتوريا تشعر فقط «بالارتباك وخوف حيواني» لأن حياتها مثل «كابوس يقول فيه المجتمع أنك قاتل أطفال».
وذكر جوينر أن الحلقة تستخدم «فكرة جعل المشاهدين يعتقدون أن الواقع مكشوف كزيف». أكد ألكساندر أن هذا يمكن تفسيره على أنه يشكك في «الافتراضات التي نقدمها للأشياء التي نراها - يمكننا التقاط أي مشكلة تقريبًا من جميع الزوايا وتثبيتها في الزجاج الافتراضي إلى الأبد، ولكننا لا نزال نملك سوى جزء من القصة تملأ البقية المجهولة بأفكارنا المسبقة». علق آلاسدار ستوارت من «بليدنغ كول» أنه «يبني على فكرة الانعكاس التي تعرف أنها مزيفة ولكن لا يمكنك النظر بعيدًا عنها واستيعابها». قال ستيوارت مع تطور الحبكة، «لقد ظهر لنا بالضبط ما كان انعكاسًا للحقيقة طوال الوقت؛ كل شيء». كما أكد على أسئلة «حاجتنا الأساسية لأن نكون بطل أو بطلة قصتنا».

## الاستقبال النقدي
تم بث حلقة «الدب الأبيض» لأول مرة في المملكة المتحدة على القناة الرابعة البريطانية في الساعة 10 مساءً يوم 18 فبراير 2013. وفقًا لمجلس أبحاث جمهور المذيعين، تمت مشاهدة الحلقة من قبل ما يقدر بـ 1.2 مليون مشاهد، أي ما يعادل 7.2% من الجمهور البريطاني . وكان هذا أقل من العرض الأول للمسلسل الثاني «سأعود بعد قليل» الذي شاهده 1.6 مليون شخص (9%). ورأى بروكر أن «الدب الأبيض» بالتأكيد الحلقة التي تقدم «أكثر ردود الفعل حماسية ومقدسة من المشاهدين»، بينما اعتبرها هيبرد «مفضلة لدى المعجبين».
لقيت الحلقة استحسانًا كبيرًا ظهرت في عدة قوائم لأفضل حلقات المسلسل. اعتبرتها سانكتو أفضل حلقة بين الحلقات السبع الأولى لأن موضوعها تم تقديمه «بطريقة تقشعر لها الأبدان»، بينما صنفها أوبراين في المرتبة الثانية. وصفها بأنها «ساعة مكثفة من البداية إلى النهاية» وقال «إنها الحلقة التي تحزم بلا شك أكبر لكمة عاطفية». صنفها بيج كرابع أفضل حلقة من بين ثلاثة عشر حلقة، مؤكدا أن لديها «القدرة على يزعج حقا» و «وتأجيل العديد من المشاهد كما الغزل على تطور رخيصة، ولكن على الرغم من أن تأثير الحلقة ل لا عند تشغيل الكشف، هناك القليل في الحلقة الذي يبدو أنه تم إنجازه عن بُعد من قبل». وضعها مات إلفرينغ من غيم سبوت في المرتبة الخامسة من أصل 13، ووصفتها بأنها «أنجح حلقة رعب [من السلسلة] حتى الآن». صنفها أتاد في المرتبة السابعة من أصل ثلاثة عشر، قائلاً إنه «يبدأ رعبًا بائسًا يذكرنا ببعد 28 يوما، ولكن حيث ينتهي به الأمر يكون أكثر إزعاجًا». من بين الثلاثة عشر حلقة، صنفها هيبرد في المرتبة الثامنة، وسلط الضوء على تطور الحبكة، وأشار إلى أن «معظم الناس [سيرتبون] هذه الحلقة أعلى بكثير؛ لقد أحببت بقية الحلقات بشكل أفضل». علاوة على ذلك، قال ستيوارت إنها «قد تكون واحدة من أفضل الساعات التلفزيونية التي تم إنتاجها [في عام 2013]». شدد على كيفية انتقاله من «أمور جون ويندهام» إلى رعب ومن ثم العمل، وأثنى على الحبكة الملتوية في النهاية وختم: «إن آخر خمس عشرة دقيقة من حلقة الدب الأبيض هي من بين القطع الأكثر غضبا في التلفزيون التي شاهدتها».
يُنظر إليه على أنه «أحد أكثر التقلبات إثارة للصدمة على المرآة السوداء»، كما تقول جينيل رايلي من مجلة فارايتي. قبل وقت قصير من بدء الجزء الثالث. كتبت مارغريت ليونز قبل بدء الجزء الثالث، من نيويورك تايمز إنها «أكثر حلقات المرآة السوداء إثارة للقلق». مباشرة بعد بثها، اعتبرتها كوكس «الحلقة الوحيدة الأكثر ظلمة من مسلسل المرآة السوداء حتى الآن» واعتبرت أن تطورها «ليس أقل من العبقرية».
صرح سيمز بأنه «بهامش كبير، الحلقة الأكثر إثارة للقلق في انتاجات مسلسل المرآة السوداء». على الرغم من أنه أشاد بالتطور باعتباره «ذكيًا، مخفيًا ببراعة وكشف بذكاء»، فقد انتقده لأنه «بمجرد توضيح النقطة، يتم تكرارها مرارًا وتكرارًا.» أشاد لامبي بـالوتيرة «المخيفة» وأبرز «نهجها الخفي»، بحوار متناثر، يعطي«الأحداث والأداء تأثيرًا أكبر». وختم: «الدراما المليئة بالرعب تتركنا غير متأكدين من يمكننا الوثوق به أو ما سيحدث بعد ذلك، وبأن آخر حدث فيها مؤلم للغاية». كتب موناهان أن هذا التحول كان غير متوقع وأن الحلقة «كانت قطعة مثيرة وفعالة لسرد البساط».

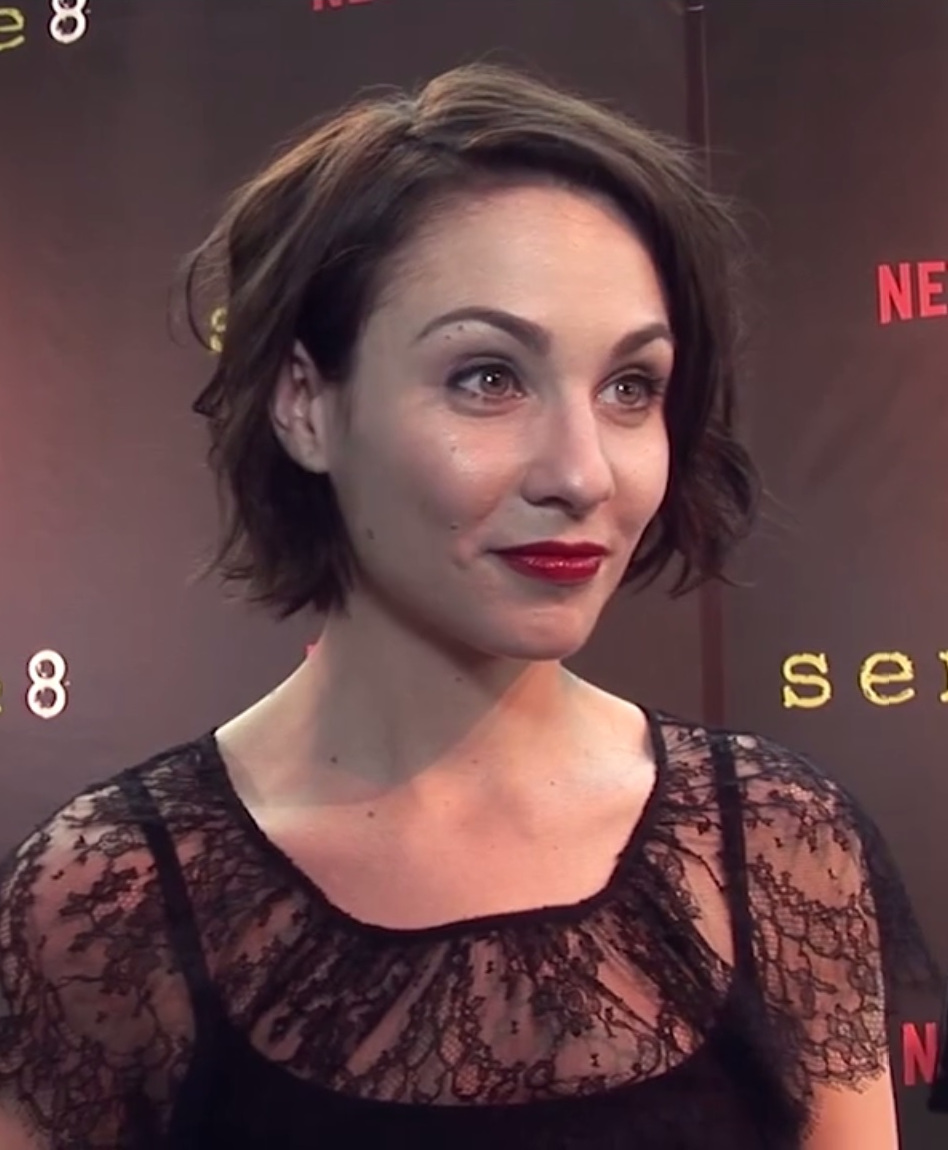
تمت الإشلدة بآداء توبنس ميدلتون

فيما يتعلق بالتمثيل والشخصيات، أشاد سيمز وموناهان بأداء ميدلتون. على النقيض من ذلك، تم اعتبار دور كريشلو متكررًا. صرحت موناهان بأنها بكت فقط، ووصفها باركر بأنها «أداء مروّع بدون قوس أو قرارات، فقط الخوف والضيق». قال لامبي: «إذا كان هناك نقد يجب توجيهه إلى الثلثين الأولين من حلقة الدب الأبيض، فهو أن فيكتوريا تحملت الأحداث بلا حول ولا قوة.» قال سايمون إن إمكانات كريشلو ضاعت بسبب النص. انتقد جيفري حقيقة أن «فيكتوريا تحافظ على مستوى عاطفي واحد خلال الحلقة ... إنها تبكي، مذعورة وخائفة طوال الوقت»، لكنه أشار إلى أن ذلك لم يكن خطأ كريشلو، بينما امتدح ميدلتون وسمايلي على أنهما «ممتازان بشكل موحد». كانت كوكس أكثر تفضيلًا، حيث امتدحت التزام كريشلو بأدائها. كما عزا إلى أدائها «أحد أعظم إنجازات الحلقة ... إلى أي مدى يجعل الجمهور يشعر وكأنه في مكان [فيكتوريا]». أكد إدواردز انها أعطت «آداء بارعا» والذي كان «ممتازا، ونقنعا لامرأة خائفة ومرتبكة».
كان لدى بعض المراجعين مشاعر مختلطة بشأن الحلقة. قالت جين سيمون من ديلي ميرور إن حلقة «الدب الأبيض» تفتقر إلى «الجرار العاطفي الفوري» في بداية الحلقة. وعلقت على ذلك بقولها، في ثلث الطريق خلال الحلقة، فقدت الأمل في أنها ستنتهي بشكل فعال، «[...] كان التمثيل لا يصدق، وكان السيناريو مليئًا بأفلام الرعب المبتذلة، وكان العنف كثيرا [...] ، لكنها في النهاية كانت متفاجئة بشكل إيجابي».
وأشاد جوينر بالحلقة باعتبارها "أسلوبًا ... يحبس الأنفاس" مع "عمل مكثف"، لكنه شعر أن "الموضوعات تظهر بشكل واضح بشكل خاص" و "بالكاد أصلية". لقد أصيب بخيبة أمل حتى نهاية الحبكة، وخلص إلى أن بروكر قد "صنع ساعة من التلفاز ذات حبكة قوية أكثر مما شاهدت من قبل. قال جيفري "هذه هي المرآة السوداء كرعب كامل الدم" وأنه لا يشعر بالملل أبدًا، بينما ينتقد الشخصيات والتسلسل النهائي على أنه "طويل جدًا وواضح". كان موظفو موقع "ذي راب" منقسمين؛ بينما وجد البعض أنه يحتوي على نقد اجتماعي جيد، اعتبره البعض الآخر "أقل فاعلية عندما يتعلق الأمر بالرعب". على الرغم من أن باركر قارن أول 45 دقيقة ب"إصدار منخفض الجودة ومنخفض الجودة لفيلم بعد بعد 28 يوما"، مليء "كليشيهات أفلام الرعب"، فقد أدرك أن هذا هو "بيت القصيد". كان إيجابيًا تجاه النقد المجتمعي، وكتب: "لذا فإن السبب الذي جعله يشعر وكأنه فيلم رعب من القمامة لمدة 45 دقيقة هو أن هذا ما كان عليه". تم تصنيفها بالمركز الحادي عشر من أصل ثلاث عشرة حلقة من قبل تشارلز براميسكو من موقع " فيلتشر"، الذي قال إن رسالته "ضاعت تحت تطور مبسط يسحب المتحول ويفشل في القيام بأي شيء آخر".